# Hajdinski vrganj
Hajdinski vrganj (lat. Boletus aereus) gljiva je koja raste ljeti i ujesen u bjelogoričnim šumama i uz rubove šuma — pokraj hrastova, pitomih kestena i bukava. Na višim položajima (do 800 m) smješta se jedino po južnim padinama.

## Opis
Hajdinski vrganj, poznat i pod nazivima crni vrganj, hajdovec, gljiva je izvrsne kakvoće zbog tvrđe konzistencije mesa. Klobuk je 5–20 cm širok, u mladosti polukuglast, zatim raširen, tamnosmeđ, gotovo crn, debelomesnat. Prema središtu je tamniji. Kožica je klobuka suha i baršunasta. Cjevčice su slobodne, bijele ili blijedo žute, pod starost žutomaslinaste. Lako se odvajaju od klobuka. Stručak je robustan, gotovo uvijek bačvasta oblika. Visok je 5–15 cm, širok 3–6 cm. U mladosti je prema dnu znatno odebljan, poslije cilindričan. Pokriven je finom blijedom mrežicom. Otrusina je maslinastosmeđa.
Spore su vretenaste, maslinastosmeđe, veličine 11–15 x 4–5 µm
Meso s kalijevom lužinom (KOH) lagano hrđasto posmeđi, a kožica klobuka postane zagasito kestenjasta s ljubičastom primjesom. Na željezov sulfat (FeSO4) meso malo pozeleni, a na amonijev hidroksid (NH4OH) ne reagira.
Moguća je zamjena s odličnim borovim vrganjem ''Boletus pinophilus'', koji ima crvenkastoljubičast klobuk i raste uglavnom u crnogoričnim šumama. Ne postoji opasnost od zamjene s otrovnim gljivama.

## Vanjske poveznice
|  | Zajednički poslužitelj ima stranicu o temi Hajdinski vrganj    |
|  | Zajednički poslužitelj ima još gradiva o temi Hajdinski vrganj |
|  | Wikivrste imaju podatke o taksonu Hajdinski vrganj             |